# Teologi
Teologi (gr. θεολογία af θεός theós Gud, og λόγος lógos ord eller lære) er det videnskabelige studium af en religion og dens tolkning af det guddommelige, verden og menneskelivet. Teologien arbejder særligt, men ikke udelukkende, fra religionens eget perspektiv, modsat religionsvidenskab, der behandler religion som et kulturelt fænomen. 
I den vestlige verden refererer begrebet teologi som oftest til kristen teologi, mens det i den arabiske verden, refererer til studiet af islam. Begrebet er altså ikke synonymt med studiet af kristendommen, selvom det oftest anvendes sådan i Vesten. 
Kristendommen er et komplekst fænomen med en lang virknings- og tolkningshistorie, og den kristne teologi trækker derfor på mange forskellige videnskabelige fag for at undersøge og forstå sit genstandsfelt. Blandt disse fag kan nævnes historie, filosofi filosofien og sprogvidenskab. I Danmark er det teologiske studium i dag ikke et religiøst studium, og enhver, uanset personlig religiøsitet, kan studere teologi.

## Teologi i Danmark
Teologi er det ældste studie i Danmark og kan stadig studeres på Københavns Universitet og Aarhus Universitet. En teologisk kandidatgrad er normeret til seks års fuldtidsstudier og giver ret til betegnelsen cand.theol.. Årsagen til det ekstra studieår (6 år) ifht. andre universitetssuddannelser, skal findes i de mange sprogfag som opøves under uddannelsen. Som en del af den teologiske uddannelse studerer man nemlig oldgræsk, latin og bibelsk hebraisk.
En teologisk kandidatgrad er som udgangspunkt et krav for at blive ansat som præst i den danske folkekirke. Dog findes der et mindretal af præster i folkekirken, som ikke er uddannede teologer.

### Religiøs teologi
Eftersom Teologi på Københavns og Aarhus universitet ikke er religiøse studier i sig selv, men derimod religionsneutrale, er der opstået flere uafhængige teologiske uddannelser i Danmark, hvor den studerendes egen religiøse overbevisning og tradition er udgangspunktet. Den 1. september 2005 startede en bacheloruddannelse i teologi på folkekirkens evangelisk-lutherske grundlag op ved Menighedsfakultetet i Aarhus. Denne bacheloruddannelse er i dag på 4 1/2 år og tilknyttet University of South Africa. I København findes der Dansk Bibel-Institut, som er akkrediteret gennem Fjellhaug International University College. De to institutioner tilbyder forskellige teologiske uddannelser af varierende længde, begyndende fra et år og op til en seksårig kandidateksamen i tværkulturel kristen mission. Begge uddannelser fungerer desuden også som supplement til de studerende på de statslige fakulteter.
I frikirkeligt regi findes der to religiøse teologiske uddannelser. En nordisk leder- og teologiuddannelse i København, kaldet SALT, Skandinavisk Akademi for Lederskab og Teologi, som er tilknyttet lignende skoler i Malmö, Örebro og Oslo, og som tilbyder teologiske lederuddannelser af maksimalt tre års varighed. Desuden er det også muligt at tage en Bachelor og Master i præstegerningen (ministry) på Mariager Højskole og Kolding Internationale Højskole, gennem en uddannelsesaftale med Harvest Bible College i Melbourne, Australien. 
På flere forskellige bibelhøjskoler i Danmark tilbydes forskellige religiøse teologiske fag, specielt til lægfolk og unge. Det drejer sig om bibelskolerne:
- Indre Missions Bibelskole (i daglig tale Børkop Højskole)
- Luthersk Missionsforenings Højskole

## Teologiske discipliner
Til den videnskabelige teologi knytter der sig en række forskellige discipliner:
- Systematisk teologi
  - Dogmatik
  - Etik
  - Religionsfilosofi
  - Økumenisk teologi
  - Missionsteologi
- Eksegese
  - Det Gamle Testamentes eksegese
  - Det Nye Testamentes eksegese
- Kirkehistorie, se også historisk-kritisk metode
  - Kirkehistorie
  - Dogmehistorie eller teologihistorie
- Praktisk teologi
  - Homiletik
  - Liturgik
  - Pastoralteologi
  - Poimenik
  - Religionspædagogik

## Teologiske bevægelser
- Befrielsesteologi
- Dialektisk teologi
- Feministisk teologi
- Liberalteologi
- Procesteologi
- Skabelsesteologi
- Postmoderne teologi